# گریس ایم سلراین
گریس ایم سلراین (به آلمانی: Gries im Sellrain) یک منطقهٔ مسکونی در اتریش است که در اینسبروک لند واقع شده‌است. گریس ایم سلراین ۲۲٫۶۲ کیلومتر مربع مساحت دارد ۱٬۱۸۷ متر بالاتر از سطح دریا واقع شده‌است.